# Västerfärnebo AIK
Västerfärnebo AIK (VAIK) är en idrottsklubb i Västerfärnebo i Sala kommun som spelare i division 5 Västmanland. 
Västerfärnebo AIK:s herrfotbollslag blev utsett till årets lag 2022 i Erik Nivas och Håkan Anderssons podcast When We Were Kings. Detta resulterade i att Niva och Andersson blev sponsor och syntes på Vaik:s matchtröjor samt att avsnitt 158 av When We Were Kings ägnades åt Västerfärnebos historia.
I november 2023 slutade Micke Lindgren som tränare och ersattes av den tidigare Västerfärnebo spelaren Rasmus Leijdström.
2023 vann Västerfärnebo AIK futsal turningen Julcupen som spelas årligen efter nyår i Sala. Finalen blev dramatisk och efter ordinarie speltid stod det 1-1. Tre minuter in på förlängningen avgjorde Västerfärnebo AIK:s Eric Boström finalen.

## Spelplats
Sedan 1958 har Västerfärnebo AIK spelat sina matcher på Svedboäng IP. Föreningen väntade dock med att officiellt inviga idrottsplatsen till 1966 då omklädningsrummen och löparbanorna blev klara. Namnet kommer ifrån att byn där Svedboäng ligger heter Svedbo. 

## Spelartrupp
| Nummer | Namn                       |
| ------ | -------------------------- |
| 1      | Emil Petterson             |
| 2      | Victor Westling Roos       |
| 3      | Albin Ahlin                |
| 4      | Filip Bergvall             |
| 5      | William Söderström         |
| 6      | Andreas Nordgren           |
| 7      | Tusuf Celik                |
| 8      | Rasmus Hedlund Aldén       |
| 9      | Emil Fahlin                |
| 10     | Henning Ekdahl             |
| 11     | Jesper Kempe               |
| 12     | Ramus Leijdström           |
| 13     | Fares Youcefi              |
| 14     | Martin Åhman               |
| 15     | Markus Lindholm            |
| 16     | Vilhelm Abrahamsson        |
| 17     | Abdirisaq Awale            |
| 18     | Alexander Söderström       |
| 19     | Oscar Eriksson             |
| 20     | Elias Melin                |
| 21     | Sebastian Hassel           |
| 22     | Adam Thalén                |
| 24     | Robin Lindgren             |
|        | Adam Funk                  |
|        | Adrian Forsgren            |
|        | Albert Agemalm             |
|        | Alexander Östlund          |
|        | Aphirak Ocharot            |
|        | Carl Hammarström           |
|        | Daniel Steinbach           |
|        | Elias Näsbom               |
|        | Eric Boström               |
|        | Gustaf Roos Aldén          |
|        | Gustav Hassel              |
|        | Gustav Smeds               |
|        | Hampus Hammarbäck          |
|        | Hannes Rapp                |
|        | Joakim Steinbach           |
|        | Leon Andersson             |
|        | Lowe Forsberg              |
|        | Marcus Zilén               |
|        | Mostafa Hosseinzadeh       |
|        | Niklas Ericsson            |
|        | NIklas Sörengård Andersson |
|        | Philip Norgren             |
|        | Raul Krantz                |
|        | Simon Ericsson             |
|        | Simon Eriksson             |
|        | Tobias Stenkvist           |

## Säsonger

### 2023, Division 3
| 1 | 2 | 3 | 4 | 5 | 6 | 7 | 8 | 9 | 10 | 11 | 12 | 13 | 14 | 15 | 16 | 17 | 18 | 19 | 20 | 21 | 22 |
| - | - | - | - | - | - | - | - | - | -- | -- | -- | -- | -- | -- | -- | -- | -- | -- | -- | -- | -- |
| F | F | F | V | F | V | F | V | F | O  | V  | F  | F  | F  | F  | V  | F  | V  | F  | F  | F  | F  |

### 2022, Division 3
| 1 | 2 | 3 | 4 | 5 | 6 | 7 | 8 | 9 | 10 | 11 | 12 | 13 | 14 | 15 | 16 | 17 | 18 | 19 | 20 | 21 | 22 |
| - | - | - | - | - | - | - | - | - | -- | -- | -- | -- | -- | -- | -- | -- | -- | -- | -- | -- | -- |
| V | V | O | F | F | V | V | V | V | F  | F  | O  | O  | F  | F  | F  | F  | F  | F  | O  | V  | V  |

### 2021, Division 4 - When We Were Kings säsongen
| 1 | 2 | 3 | 4 | 5 | 6 | 7 | 8 | 9 | 10 | 11 |
| - | - | - | - | - | - | - | - | - | -- | -- |
| V | V | V | V | V | V | V | O | V | V  | V  |

### 2020, Division 5
| 1 | 2 | 3 | 4 | 5 | 6 | 7 | 8 | 9 | 10 | 11 |
| - | - | - | - | - | - | - | - | - | -- | -- |
| V | V | F | V | V | O | V | V | V | V  | V  |